# إدوارد شيلوفيا
إدوارد شيلوفيا (بالإنجليزية: Edward Chilufya)‏ (17 سبتمبر 1999 بكاساما في زامبيا - ) هو لاعب كرة قدم زامبي في مركز الوسط. لعب مع نادي يورغوردينس.

## روابط خارجية
- إدوارد شيلوفيا على موقع الاتحاد الأوربي (الإنجليزية)
- إدوارد شيلوفيا على موقع اتحاد السويد (السويدية)
- إدوارد شيلوفيا على موقع إي إس بي إن إف سي (الإنجليزية)
- إدوارد شيلوفيا على موقع قاعدة بيانات كرة القدم.إي يو (الإنجليزية)
- إدوارد شيلوفيا على موقع ناشيونال فوتبول تيمز (الإنجليزية)
- إدوارد شيلوفيا على موقع Soccerway.com (الإنجليزية)
- إدوارد شيلوفيا على موقع عالم كرة القدم.نت (الإنجليزية)